# Tones for Joan's Bones
| 전문가 평가                          | 전문가 평가 |
| 평가 점수                            | 평가 점수   |
| 출처                                 | 점수        |
| ------------------------------------ | ----------- |
| AllMusic                             | [ 2 ]       |
| The Penguin Guide to Jazz Recordings | [ 3 ]       |
| DownBeat                             | [ 4 ]       |

《Tones for Joan's Bones》는 1966년에 녹음되었지만 1968년까지 애틀랜틱 레코드의 자회사인 보텍스 레코드에서 발매되지 않았던 미국의 재즈 피아니스트 칙 코리아의 첫 번째 솔로 음반이다. 테너 색소폰 연주자 조 패럴, 트럼펫 연주자 우디 쇼, 베이시스트 스티브 스왈로우, 드러머 조 챔버스와 함께 코리아가 피처링했다.
코리아는 이전에 몽고 산타마리아, 소니 스팃, 데이브 파이크, 휴버트 로스, 블루 미첼 및 칼 제이더와 함께 녹음한 적이 있다. 이 음반은 조 패럴이 피처링한 첫 번째 코리아 음반으로, 리턴 투 포에버의 첫 번째와 마지막 라인업을 포함하여 코리아와 함께 여러 번 녹음에 임했다. 패럴과 우디 쇼는 윌리 보보의 밴드에서 코리아와 함께 연주했으며, 쇼는 1969년 음반 《Is》에서 다시 코리아와 함께 녹음했다. 《Tones for Joan's Bones》는 플루티스트 허비 맨에 의해 제작되었으며, 그는 코리아와 함께 전 해에 4개의 음반을 녹음했다.

## 배경
〈Litha〉는 나중에 스탠 게츠에 의해 녹음되었고 1967년 음반 《Sweet Rain》에 피아노로 코리아와 함께 참여했다. 〈Tones for Joan's Bones〉와 〈Straight Up and Down〉은 모두 블루 미첼이 코리아가 피처링한 그의 음반 《Boss Horn》을 위해 녹음한 것으로, 코리아의 음반 몇 주 전에 녹음되었다. 〈Straight Up and Down〉은 나중에 1998년 《Like Minds》의 클로징 트랙으로 등장했는데, 이 트랙에는 코리아, 게리 버튼, 팻 메스니, 데이브 홀랜드, 로이 헤인즈가 피처링했다. 2011년, 링컨 센터 오케스트라의 재즈는 첫 번째 칙 코리아 회고 콘서트에 〈Tones for Joan's Bones〉를 포함시켰다.

## 곡 목록
모든 곡들은 특별한 언급이 없는 한 칙 코리아에 의해 작곡하였다.
| #  | 제목            | 작곡                     | 재생 시간 |
| -- | --------------- | ------------------------ | --------- |
| 1. | 〈Litha〉       |                          | 13:33     |
| 2. | 〈This is New〉 | 쿠르트 바일, 이라 거슈윈 | 7:37      |

| #  | 제목                       | 재생 시간 |
| -- | -------------------------- | --------- |
| 1. | 〈Tones for Joan's Bones〉 | 6:11      |
| 2. | 〈Straight Up and Down〉   | 12:33     |